# Daniel Müller
Daniel Müller (ur. 29 maja 1965) – szwajcarski curler. Złoty medalista olimpijski, uczestnik mistrzostw świata i uczestnik Europy.

## Osiągnięcia

### Igrzyska Olimpijskie
W 1998 roku w Nagano zdobył złoty medal, razem z Patrickiem Hürlimannem, Patrikiem Lörtscherem, Diego Perrenem i Dominikiem Andresem.

### Mistrzostwa świata
W 1988 brał udział w mistrzostwach świata w curlingu, zajmując czwarte miejsce.

### Mistrzostwa Europy
W 1997 był jednym z reprezentantów Szwajcarii na mistrzostwach Europy w curlingu. Jego drużyna zajęła piąte miejsce.